# Tantilla armillata
Espèce
Synonymes
- Tantilla armillatum Cope, 1875

Statut de conservation UICN

 LC  : Préoccupation mineure
Tantilla armillata  est une espèce de serpents de la famille des Colubridae.

## Répartition
Cette espèce se rencontre :
- au Costa Rica ;
- au Salvador.

## Publication originale
- Cope, 1876 "1875" : On the Batrachia and Reptilia of Costa Rica : With notes on the herpetology and ichthyology of Nicaragua and Peru. Journal of the Academy of Natural Sciences of Philadelphia, sér. 2, vol. 8, p. 93–154 (texte intégral).